# Michelle Hurd
Michelle Hurd (New York, 21 dicembre 1966) è un'attrice statunitense.

## Biografia
Figlia dell'attore Hugh L. Hurd, ha una sorella di nome Adrienne, ballerina e attrice. Dopo la laurea alla Boston University nel 1988, ha studiato alla Alvin Ailey School e al London's National Theatre.
Nel 2015 e 2016 interpreta il procuratore distrettuale Samantha Reyes in un episodio della serie televisiva Jessica Jones, divenendo poi personaggio ricorrente nella serie televisiva Daredevil, entrambe ambientate nell'Universo Marvel.
Nel 2020 impersona Raffi Musiker, ex ufficiale della Flotta Stellare, nella serie televisiva Star Trek: Picard, settima serie live action del franchise Star Trek.

## Vita privata
È sposata con l'attore Garret Dillahunt.

## Filmografia

### Attrice

#### Cinema
- Brusco risveglio (Rude Awakening), regia di David Greenwalt e Aaron Russo (1989)
- The Dark Knight, regia di Eric Farber (1994) - cortometraggio
- Wilbur Falls, regia di Juliane Hiam (1998)
- Personals, regia di Mike Sargent (1999)
- Destini incrociati (Random Hearts), regia di Sydney Pollack (1999)
- Double Parked, regia di Stephen Kinsella (2000)
- Play It by Ear, regia di Lauren Flick (2006)
- Imogene - Le disavventure di una newyorkese (Girl Most Likely), regia di Shari Springer Berman e Robert Pulcini (2012)
- I Spit on Your Grave III: Vengeance Is Mine, regia di R.D. Braunstein (2015)
- Search Engines, regia di Russell Brown (2016)
- Be Afraid, regia di Drew Gabreski (2017)
- We Don't Belong Here, regia di Peer Pedersen (2017)
- You Can Choose Your Family, regia di Miranda Bailey (2018)
- Bad Hair, regia di Justin Simien (2020)
- Tutti tranne te, regia di Will Gluck (2023)

#### Televisione
- Destini (Another World) – serial TV, 42 puntate (1991–1997)
- Vanishing Son II, regia di John Nicolella – film TV (1994)
- Cosby indaga (The Cosby Mysteries) – serie TV, episodio 1x12 (1995)
- New York Undercover – serie TV, 5 episodi (1994–1995)
- New York News – serie TV, episodio 1x05 (1995)
- Law & Order - I due volti della giustizia (Law & Order) - serie TV, episodio 7x09 (1997)
- The Practice - Professione avvocati (The Practice) – serie TV, episodi 1x05, 2x04 (1997)
- Players – serie TV, episodio 1x06 (1997)
- Justice League of America regia di Félix Enríquez Alcalá e Lewis Teague – film TV (1997)
- Malcolm & Eddie – serie TV, 8 episodi (1997-1998)
- Beyond Belief: Fact or Fiction – serie TV, 1 episodio (1998)
- Action – serie TV, episodio 1x01 (1999)
- Law & Order - Unità vittime speciali (Law & Order: Special Victims Unit) – serie TV, 25 episodi (1999-2001)
- Il fuggitivo – serie TV, episodio 1x10 (2001)
- Leap Years – serie TV, 20 episodi (2001-2002)
- Skin – serie TV, episodi 1x01-1x02-1x03 (2003)
- La vita secondo Jim (According to Jim) – serie TV, episodi 3x15-3x18-3x19 (2004)
- Kevin Hill – serie TV, episodio 1x04 (2004)
- The O.C. – serie TV, episodio 2x02 (2004)
- Streghe (Charmed) – serie TV, episodio 7x18 (2005)
- Bones – serie TV, episodio 1x19 (2006)
- Smith – serie TV, episodio 1x01 (2006)
- Kidnapped – serie TV, episodio 1x05 (2006)
- E.R. - Medici in prima linea (ER) – serie TV, 6 episodi (2006-2007)
- Shark - Giustizia a tutti i costi (Shark) – serie TV, episodio 1x21 (2007)
- Gossip Girl – serie TV, 6 episodi (2007-2008)
- CSI: Miami – serie TV, episodio 8x01 (2009)
- Il caso Jennifer Corbin (Too Late to Say Goodbye), regia di Norma Bailey – film TV (2009)
- The Good Wife – serie TV, episodio 1x08 (2009)
- FlashForward – serie TV, episodio 1x19 (2010)
- The Glades – serie TV, 43 episodi (2010-2013)
- 90210 – serie TV, 6 episodi (2011-2013)
- Blue Bloods – serie TV, episodio 3x05 (2012)
- La lista di Babbo Natale (Naughty or Nice), regia di David Mackay – film TV (2012)
- Emily Owens, M.D. – serie TV, episodio 1x09 (2013)
- Golden Boy – serie TV, episodio 1x11 (2013)
- Aiutami Hope! (Raising Hope) – serie TV, episodio 4x07 (2013)
- Pretty Little Liars – serie TV, episodio 4x14 (2014)
- Le streghe dell'East End (Witches of East End) – serie TV, episodi 2x05, 2x06 (2014)
- Blindspot - serie TV, 26 episodi (2014-2019)
- Hawaii Five-0 – serie TV, 8 episodi (2014-2019)
- Il caso Novack (Beautiful & Twisted), regia di Christopher Zalla – film TV (2015)
- The Mysteries of Laura – serie TV, episodio 1x14 (2015)
- Bosch – serie TV, episodio 1x08 (2015)
- Le regole del delitto perfetto (How to Get Away with Murder) – serie TV, episodio 1x13 (2015)
- Devious Maids - Panni sporchi a Beverly Hills (Devious Maids) – serie TV, 4 episodi (2015)
- Un amore di collega (It Had to Be You), regia di Bradford May – film TV (2015)
- Jessica Jones – serie TV, episodio 1x13 (2015)
- Daredevil – serie TV, 6 episodi (2016)
- Ash vs Evil Dead – serie TV, 6 episodi (2016)
- Younger – serie TV, episodio 4x06 (2017)
- Lethal Wepon – serie TV, 5 episodi (2017-2018)
- Cagney & Lacey, regia di Rosemary Rodriguez – film TV (2018)
- Star Trek: Picard – serie TV, 28 episodi (2020-2023)
- The Walking Dead: Dead City – serie TV, episodio 1x01 (2023)
- You – serie TV, episodi 5x02-5x07 (2025)

### Doppiatrice
- Terminator 3: Redemption, regia di Shawn Wright e J.D. Smith (2004) - videogioco

## Doppiatrici italiane
Nelle versioni in italiano delle opere in cui ha recitato, Michelle Hurd è stata doppiata da:
- Paola Majano in Law & Order - Unità vittime speciali, Leap Years, Ash vs Evil Dead, Tutti tranne te, You
- Emanuela Baroni ne Hawaii Five-0, Il caso Novack, Star Trek: Picard
- Alessandra Korompay in Bones, 90210
- Tiziana Avarista in The Glades, Blindspot
- Laura Lenghi in Law & Order - I due volti della giustizia
- Pinella Dragani in E.R. - Medici in prima linea
- Emanuela Rossi in Devious Maids - Panni sporchi a Beverly Hills
- Daniela Calò in Gossip Girl
- Elena Morara in CSI: Miami
- Alessandra Cassioli in The Good Wife
- Irene Di Valmo in Imogene - Le disavventure di una newyorkese
- Laura Boccanera ne Le regole del delitto perfetto
- Tenerezza Fattore in Rude Awakening
- Chiara Gioncardi in Emily Owens, M.D.
- Francesca Fiorentini in The O.C.
- Barbara Castracane in Pretty Little Liars
- Stefanella Marrama in Jessica Jones
- Cinzia De Carolis in Daredevil
- Veronica Milaneschi in Hawaii Five-0 (ep. 4x22)
- Cristina Giolitti in Un amore di collega
- Laura Cosenza in The Walking Dead: Dead City